# Sedmispáči z Efezu
Sedmispáči z Efezu, také Sedm spáčů z Efezu, Sedm mučedníků z Efezu nebo Sedm dětí z Efezu je označení pro sedm legendárních řeckých chlapců, kteří uprchli před pronásledováním do jeskyně, ale východ z jeskyně byl zatarasen, takže uvnitř zůstali spát na stovky let nebo navždy. 

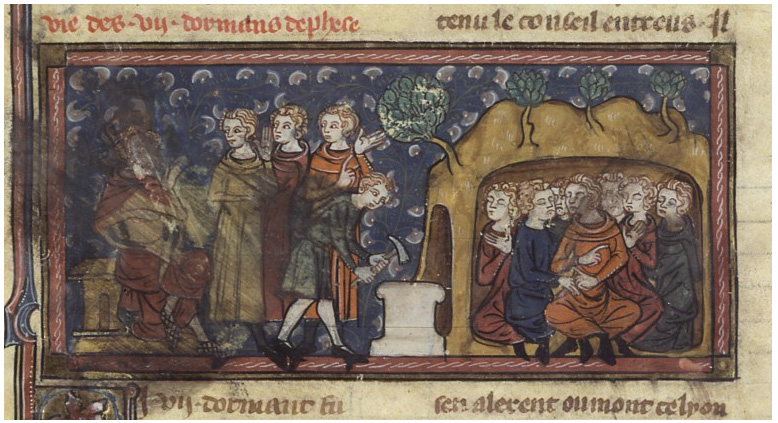
Císař Decius (vlevo sedící) dává zazdít vchod jeskyně sedmispáčů, francouzský iluminovaný rukopis Zlaté legendy, 14. století

## Legenda
Legenda má nejméně dvě verze. Podle křesťanské šlo o křesťany, syny předních řeckých rodin z Efezu, dvorských služebníků. Při návštěvě římského císaře Decia v Efezu museli všichni obyvatelé přijít obětovat římským bohům. Sedm chlapců odmítlo zradit svou křesťanskou víru a prchlo do jeskyně na hoře Celion. Dlouho se skrývali a jeden z nich (nebo jejich sluha jménem Malchus) v převleku za žebráka jim  do města chodil s mošnou pro chleba. Když byl úkryt vyzrazen, dal císař Decius zavalit vchod balvanem, nebo podle jiné varianty zazdít. Spáči zůstali v jeskyni 160 až 372 let, než se probudili, nebo tam zemřeli jako mučedníci a došlo k jejich vzkříšení. Nejčastěji se uvádí setkání vzkříšených sedmispáčů s východořímským císařem Theodosiem II.
Předpokládá se, že námět příběhu je předkřesťanský a byl rozšířen v různých zemích světa. 
V islámských textech se také píše o spáčích, nejdříve ve 12. súře Koránu. Pro literární zpracování Johann Wolfgang Goethe v knize Západovýchodní díván použil islámskou verzi příběhu.
Křesťanští historikové a legendisté referovali o příběhu v 6.–13. století. Rozcházejí se v počtu i ve jménech sedmispáčů. 
| Pramen                             | rok       | počet spáčů | jména                                                                           |
| ---------------------------------- | --------- | ----------- | ------------------------------------------------------------------------------- |
| Jakub ze Sarugu                    | ~ 500     | 8           | Jamblichus (+ sedm druhů)                                                       |
| Theodosius: De situ terrae sanctae | ~ 530     | 7 + 1 pes   | Achilledes, Diomedes, Eugenius, Stephanus, Probatius, Sabbatius, Quiriacus      |
| Řehoř z Tours                      | ~ 560–590 | 7           | Maximilianus, Malchus, Martinianus, Constantinus, Dionysius, Johannes, Serapion |
| Dionysius I. Antiochijský          | ~ 750–770 | 8           | Maximilianus, Jamblicha, Martelus, Dionysius, Johannes, Serapion, Exustadianus  |
| Jakub z Voragine: Legenda aurea    | ~ 1270    | 7           | Maximian, Malchus, Marcianus, Dionysius, Johannes, Serapion, Constantin         |

## Úcta

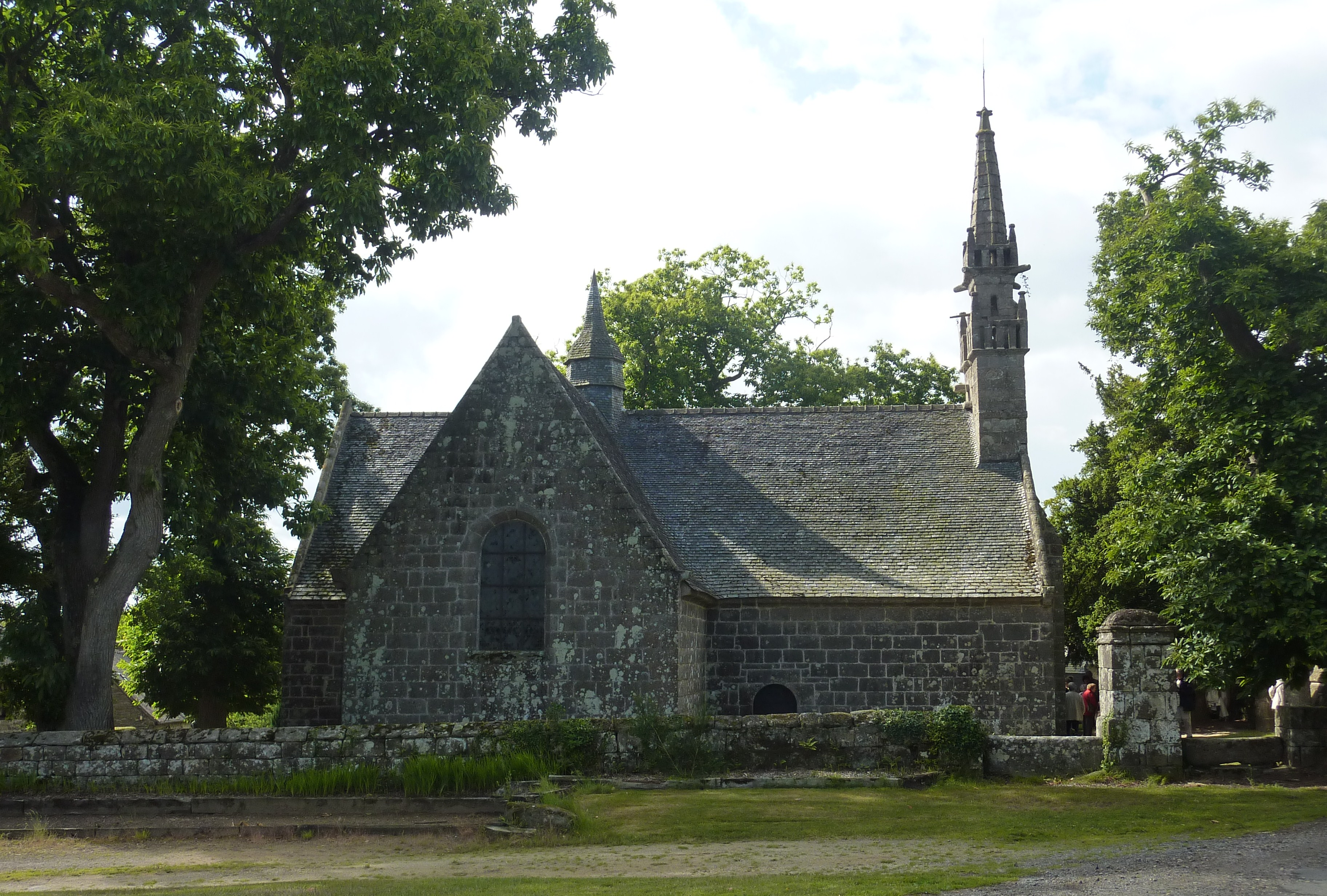
Kaple Sedmispáčů v obci Les Sept-Saints, Bretaň

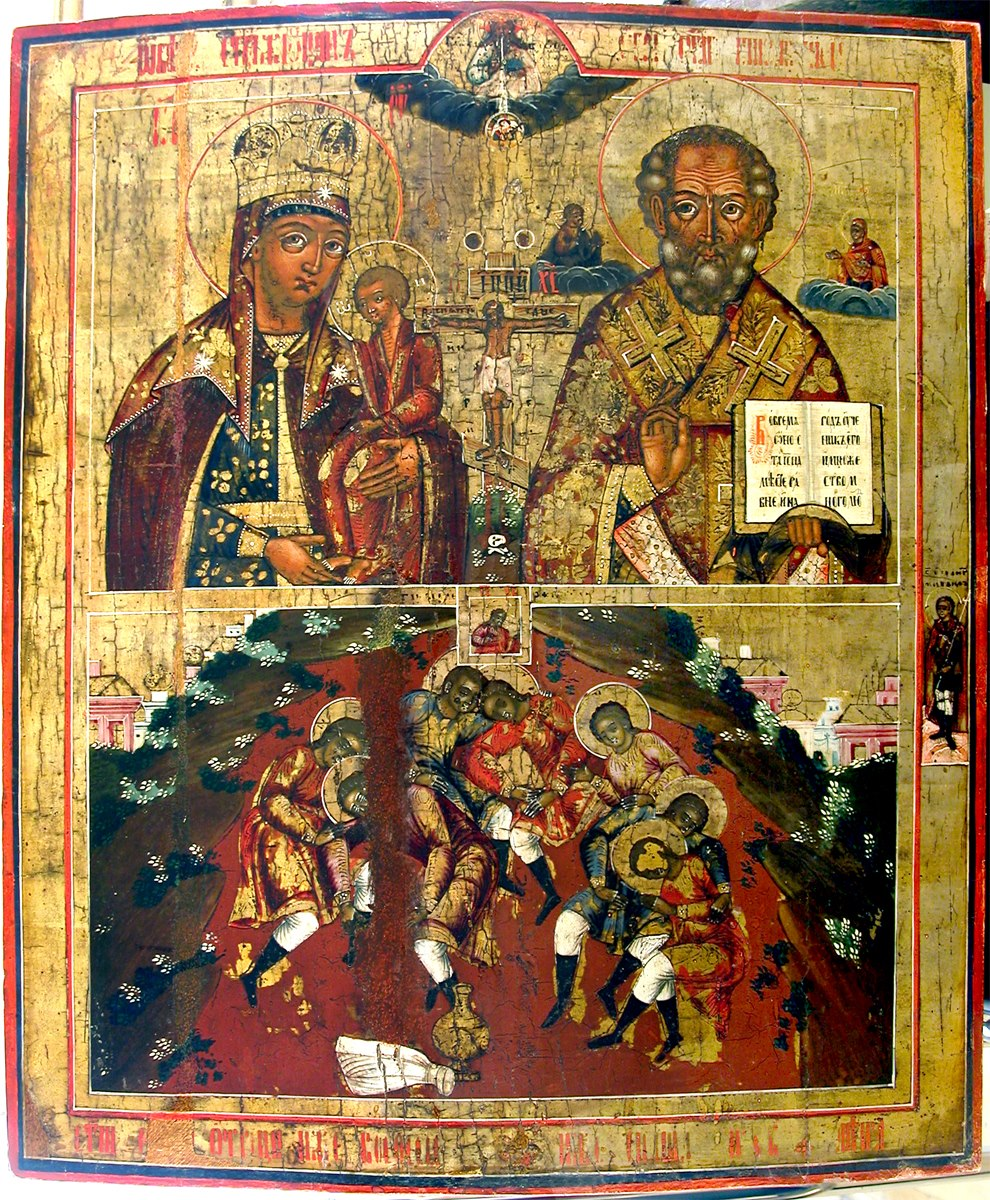
Bohorodička, Mikuláš a Sedmispáči, ikona, 19. století, Doněck

Svátek a míra úcty k těmto mučedníkům se v různých zemích liší. V římskokatolických martyrologiích je svátek zapsán na 27. června, v bavorské diecézi Řezno se svátek slaví 12. září, v diecézích Aquileia, Salzburg a Pasov nebo 13. září. V ortodoxních církvích je svátkem 23. říjen a v Orientu 22. říjen. 
Kostely zasvěcené sedmispáčům jsou vzácné:
- Rotthof (místní část Ruhstorfu an der Rott), dolní Bavorsko
- Sept-Saints u Vieux-Marché, Bretaň; francouzský islamista Louis Massignon inicioval společné poutě křesťanů a muslimů do Sept-Saints.

V Islámské tradici:
- u skalního městečka Chenini v dnešním Tunisku se nachází Mešita sedmi spáčů, odkazující svým názvem k této legendě. Jedná se o zčásti jeskynní a zčásti hliněnou budovu. Dle lokální tradice to mělo být zde, kde bylo sedm mladých mužů zazděno a později měli být na zdejším hřbitově pohřbeni.[2]